# Hall Beach
Hall Beach (Inuktitut: Sanirajak) é um pequeno povoado localizado na região de Qikiqtaaluk, Nunavut,Canadá. É próxima ao povoado de Igloolik, cerca de 69 km.
Sua população é de 654 habitantes.